# Semiothisa suffusata
Semiothisa suffusata là một loài bướm đêm trong họ Geometridae.